# 本巣市役所
本巣市役所（もとすしやくしょ）は、地方公共団体である岐阜県本巣市の組織が入る施設（役所）。

## 概要
2004年（平成16年）2月1日に本巣市発足時は旧町村役場庁舎を活用した分庁舎方式を取っており、本庁舎は旧・本巣郡本巣町役場（本巣市文殊324番地。1990年竣工。地上3階建。敷地面積12,648 m2、延床面積3,632 m2）とし、分庁舎は根尾分庁舎（旧・本巣郡根尾村役場。本巣市根尾板所625番地1。1978年竣工。地上2階建。敷地面積3,713 m2、延床面積1,743 m2）、糸貫分庁舎（旧・本巣郡糸貫町役場。本巣市三橋1101番地6。1969年竣工。地上2階建。敷地面積15,047 m2、延床面積2,581 m2）、真正分庁舎（旧・本巣郡真正町役場。本巣市下真桑1000番地。1979年竣工。地上3階建。敷地面積8,864 m2、延床面積3,431 m2）であった。
根尾分庁舎には総務産業課と林政課が。糸貫分庁舎には糸貫支所地域調整課、産業経済課、企業誘致推進室、建設課が。真正分庁舎には真正支所地域調整課、市民課、生活環境課、福祉敬愛課が設置されていた。
2020年（令和2年）12月に本巣市庁舎整備基本計画が策定され、東海環状自動車道本巣PA予定地付近に新庁舎の建設が計画され、本巣市早野字春日浦地内に建設されることとなった。設計は安井建築設計事務所、施工は岐建・上村特定建設工事共同企業体。2022年（令和4年）9月に着工。2024年（令和6年）3月22日に建物が完成。同年7月1日と2日に内覧会が行われ、同年7月16日に開庁した。
2階には行政窓口や執行機能を集約。3階は議場の他、市民も利用できる展望テラスがある。
新庁舎の完成後も根尾分庁舎は総務産業課を地域調整課に改称して運用する。旧本庁舎、旧糸貫分庁舎、旧真正分庁舎は7月15日で業務を停止した。旧糸貫分庁舎の建物は解体。旧本庁舎および旧真正分庁舎の建物は本巣市の他の施設として転用する計画である。

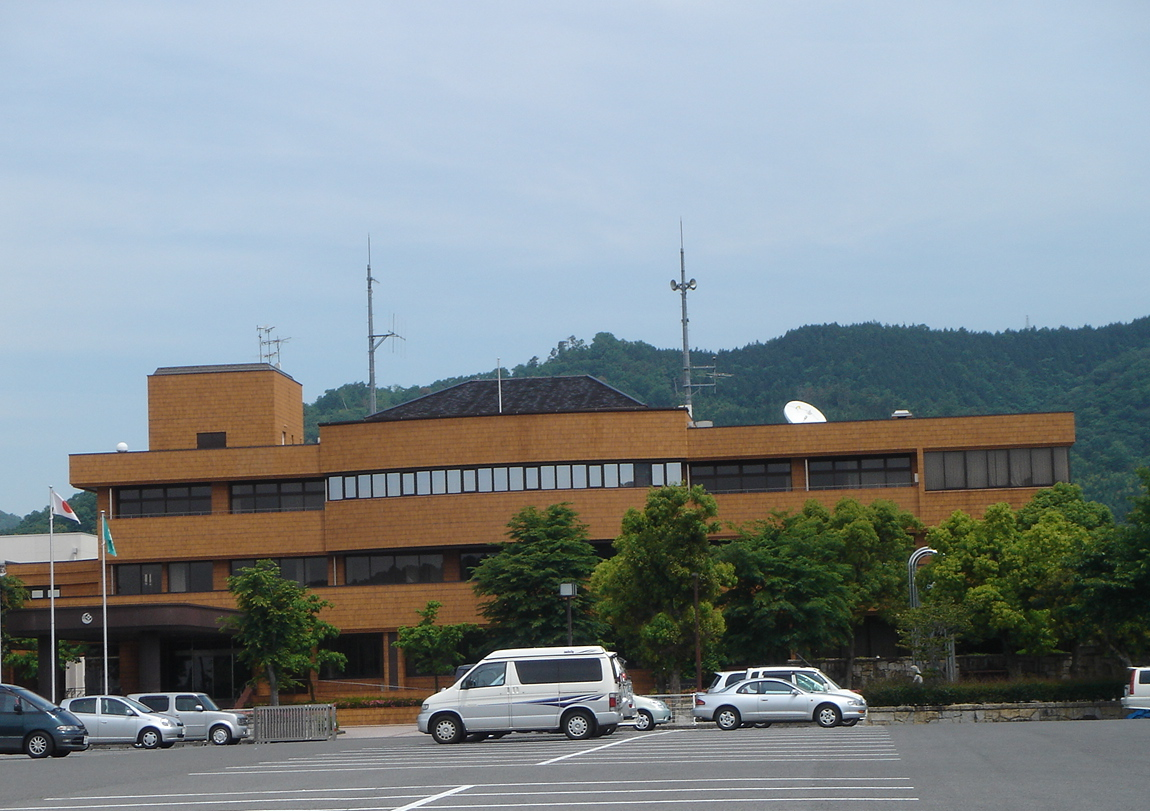
旧本庁舎
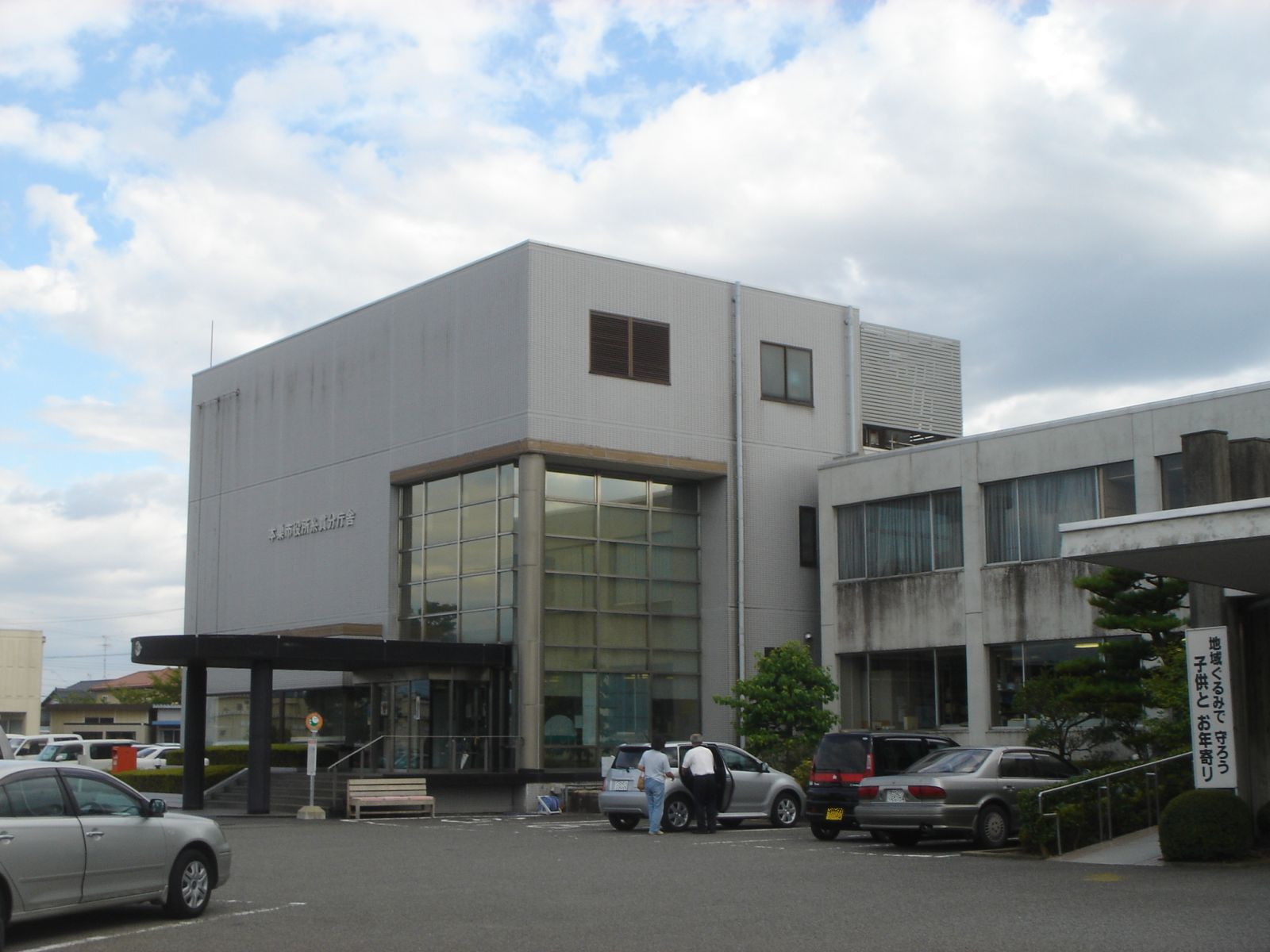
旧糸貫分庁舎
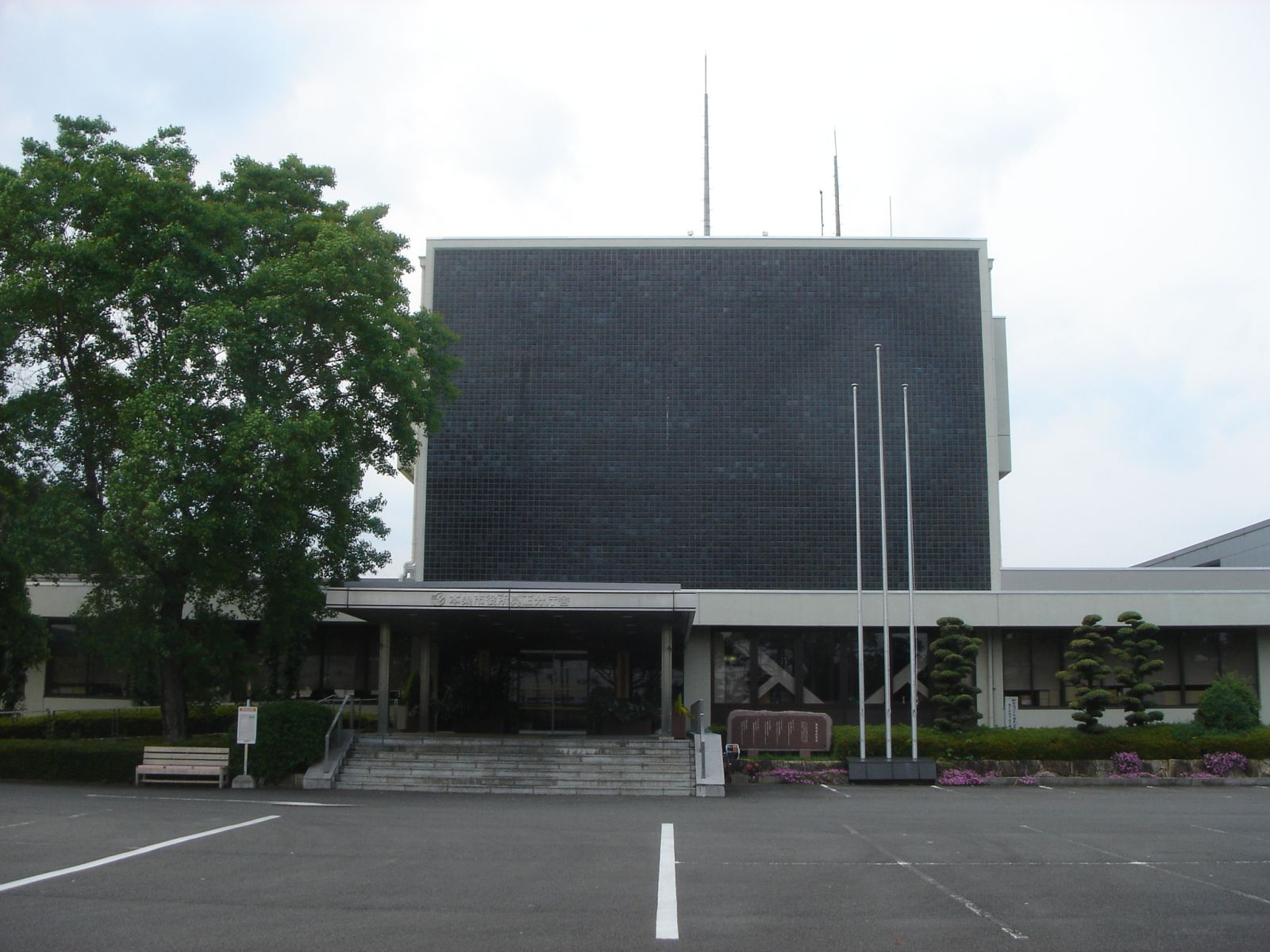
旧真正分庁舎

## 業務時間
月曜日から金曜日の8時30分から17時15分（土曜日・日曜日・祝日・年末年始を除く）

## 業務内容
| 1階 - 会計課 - 市民課 - 税務課 - 環境課 - 上下水道課 - 長寿支援課 - 福祉支援課 - 健康支援課 | 2階 - 教育総務課 - 学校教育課 - 幼児教育課 - 社会教育課 - 建設課 - 都市計画課 - 農政課 - 商工観光課 - 林政課 - 総務課 - 財政課 - 企画広報課 - 人事秘書課 | 3階 - 議会事務局総務課 | 根尾分庁舎 - 地域調整課 |

## 交通アクセス
- 樽見鉄道樽見線「モレラ岐阜駅」下車、徒歩約5分。
- 本巣市市営バス本巣北部線、本巣・糸貫線、弾正線、真桑線「本巣市役所（新庁舎）」バス停下車、徒歩すぐ。
- 岐阜バス「モレラ忠節線」「大野穂積線」「山県モレラ線」で「モレラ岐阜」バス停下車、徒歩約7分。
- 東海環状自動車道本巣ICより約5分。